# 285937 Anthonytaylor
285937 Anthonytaylor este o planetă minoră (asteroid) din centura de asteroizi. A fost descoperită pe 20 august 2001 la Observatorio de Cerro Tololo⁠(d) de Marc Buie⁠(d). 
Obiectul prezintă o orbită caracterizată de o semiaxă mare de 2,8582351652838 UAi, o excentricitate de 0,07166415409682, o înclinație de 1,584105952224 ° în raport cu ecliptica.